# Evergestis scopicalis
Evergestis scopicalis là một loài bướm đêm trong họ Crambidae.